# دولتزاگو
دولتزاگو (به ایتالیایی: Dolzago) یک کومونه در ایتالیا است که در استان لکو واقع شده‌است. دولتزاگو ۲٫۲ کیلومتر مربع مساحت و ۲٬۱۲۶ نفر جمعیت دارد.